# Philip Cassidy
Philip Cassidy (* 15. Oktober 1961) ist ein ehemaliger irischer Radrennfahrer.
Philip Cassidy war als Radrennfahrer von 1982 bis 2005 aktiv und gewann zwei irische Meisterschaften im Abstand von zwölf Jahren.
Sein erstes großes Rennen gewann Cassidy 1982, als er das Shay Elliott Memorial für sich entschied. 1983 und 1999 siegte er beim irischen Etappenrennen Rás Tailteann.
Zweimal – 1984 und 1988 – nahm Philip Cassidy an Olympischen Sommerspielen teil und startete im Mannschaftszeitfahren. 1988 siegte er im Eintagesrennen Archer Grand Prix.
Cassidy betreibt gemeinsam mit dem ehemaligen Rennfahrer Brian Connaughton ein Unternehmen, das Bekleidung für Radrennfahrer  herstellt. Zudem engagiert er sich in der Leitung von Teams im irischen Radsport. Sein Sohn ist der Radrennfahrer Mark Cassidy, mit dem er schon gemeinsam Rennen bestritt.